# Mette Moestrup
Mette Moestrup, född 1969 i Århus, är en dansk poet och författare. Hon är filosofie kandidat i litteraturhistoria vid Aarhus Universitet och har arbetat som lärare vid Forfatterskolen i Köpenhamn.
Mette Moestrup debuterade 1998 med diktsamlingen Tatoveringer och tilldelades Montanas litteraturpris 2006 för Kingsize. 2009 utkom hennes första roman Jævnet med jorden. Diktsamlingen Golden Delicious är utgiven på svenska i översättning av Marie Silkeberg (Pequod Press, 2004).
Hon har även utgivit barnböcker och deltagit i olika konceptuella textprojekt på internet.
Moestrup undervisar också i 
kreativt skrivande vid Göteborgs universitet och vid Skrivekunstakademiet i Bergen i Norge.